# Coralie Fargeat
Coralie Fargeat (Parigi, 24 novembre 1976) è una regista e sceneggiatrice francese.
Ha ricevuto tre candidature ai Premi Oscar 2025 rispettivamente nella sezione miglior film, miglior regista e miglior sceneggiatura originale per il film The Substance, vincitore del Prix du scénario al Festival di Cannes 2024.

## Biografia
Dopo il bac, vorrebbe frequentare la scuola di cinema La Fémis, ma è costretta dalle graduatorie a ripiegare sull'Istituto di studi politici di Parigi, dove si laurea nel 1998. Al suo ultimo anno di università trova lavoro su un set come stagista, finendo col lavorare come assistente alla regia su produzioni straniere girate in Francia, tra cui Passion of Mind e Verità apparente. 
Nel 2003 dirige il suo primo cortometraggio, Le Télégramme, la storia di un lutto nella seconda guerra mondiale. Pur riscuotendo una buona accoglienza nei festival cinematografici e venendo acquistato da France 2, Fargeat non riesce a sfruttarne il successo, non avendo «un'idea per un lungometraggio già pronta per partire». Dopo aver vinto un "Audi Talent Award" con corto più vicino al genere, il fantascientifico Reality+ (2014), ottiene l'opportunità di lavorare alla sceneggiatura del suo primo lungometraggio a un laboratorio di scrittura de La Fémis.
Fa il suo esordio nel lungometraggio con Revenge (2017), un rape and revenge femminista girato nel deserto marocchino che la rivela al panorama cinematografico internazionale. Col suo film successivo, il body horror sugli standard di bellezza del mondo dello spettacolo The Substance, con protagoniste Demi Moore e Margaret Qualley, concorre per la Palma d'oro al Festival di Cannes 2024.

## Filmografia

### Regista

#### Cinema
- Revenge (2017)
- The Substance (2024)

#### Cortometraggi
- Le Télégramme (2003)
- Reality+ (2014)
- La guerre des étoiles (2025)

#### Televisione
- The Sandman – serie TV, episodio 1x09 (2022)

### Sceneggiatrice
- Le Télégramme – cortometraggio (2003)
- Reality+ – cortometraggio (2014)
- Revenge (2017)
- The Substance (2024)

### Montatrice
- Revenge (2017)
- The Substance (2024)

### Produttrice
- The Substance (2024)

## Riconoscimenti
- Premio Oscar
  - 2025 - Candidatura per il miglior film per The Substance
  - 2025 - Candidatura per la miglior regista per The Substance
  - 2025 - Candidatura per la migliore sceneggiatura originale per The Substance
- Golden Globe
  - 2025 - Candidatura per il miglior film commedia o musicale per The Substance
  - 2025 - Candidatura per la miglior regista per The Substance
  - 2025 - Candidatura per la migliore sceneggiatura per The Substance
- Premio BAFTA
  - 2025 - Candidatura per la miglior regista per The Substance
  - 2025 - Candidatura per la migliore sceneggiatura originale per The Substance
- Critics Choice Award
  - 2025 - Candidatura per il miglior film per The Substance
  - 2025 - Candidatura per la miglior regista per The Substance
  - 2025 - Candidatura per la migliore sceneggiatura originale per The Substance
- Festival di Cannes
  - 2024 - Prix du scénario per The Substance